# Isabel Douglas, condesa de Mar
Isabel Douglas (h. 1360–1408) fue condesa de Mar.
Isabel fue la hermana del célebre James Douglas, II conde de Douglas y conde de Mar, que pereció mientras conducía a los escoceses a la victoria en la batalla de Otterburn. James murió sin descendencia legítima, por lo que Isabel heredó la mayor parte de sus bienes, excepto las tierras de Douglas, que únicamente se traspasaban por línea masculina. Después de su confirmación como condesa, se convirtió en la candidata a esposa más codiciada del reino. Poco después, se casó con sir Malcolm Drummond, cuñado del rey Roberto III; sin embargo, el matrimonio no tuvo hijos, y la condesa pasó a ser el objetivo de algunos nobles intrigantes, que tramaron varios complots para usurparle las tierras.
Cuando la pareja vivía en el castillo de Kildrummy, la principal plaza del condado de Mar, su marido solía ausentarse por negocios relativos a la corona, ya que era uno de los asesores más íntimos del rey Roberto. En 1402, mientras sir Malcolm se hallaba en otro de sus castillos, se vio atacado de súbito por un numeroso grupo de highlanders que iban al mando del infame Alejandro Estuardo, hijo ilegítimo del Lobo de Badenoch. Alejandro procedió a tomar el castillo y metió a sir Malcolm en una de los calabozos, donde murió poco después a manos de su captor. Como el rey se encontraba enfermo y debilitado por entonces y el verdadero poder residía en su hermano pequeño, el duque de Albany, Isabel se había quedado completamente aislada y era presa fácil para el asesino de su marido. En el verano de 1404, Alejandro y su banda de highlanders cayeron sobre el castillo de Kildrummy y lo capturaron junto con la condesa, y logró extorsionarle un documento firmado en el que prometía casarse con Alejandro y entregarle todas sus tierras, así como el condado de Mar y el señorío de Garioch. En circunstancias normales, es posible que este incidente no se hubiera permitido, pero Isabel tuvo la mala suerte de que estos acontecimientos tuvieran lugar durante la regencia del duque de Albany, que, de hecho, era el tío de Alejandro. Dado que la relación de éste con la familia real y la amistad que tenía con su tío le libraban de todo castigo, Isabel se vio obligada a contraer matrimonio con el hombre que había matado a su marido y a vivir cautiva los últimos cuatro años de su vida. Falleció en el año 1408 sin descendencia, por lo que el condado de Mar revirtió a la corona y, posteriormente, pasó a manos de John Erskine, VI lord Erskine, cuyos descendientes lo conservan hasta hoy.